# اولنا شکومووا
اولنا شکومووا (انگلیسی: Olena Shkhumova؛ زادهٔ ۲۴ نوامبر ۱۹۹۳) ورزشکار لژسواری اهل اوکراین است. وی همچنین از لژسواران در بازی‌های المپیک زمستانی ۲۰۱۴ بوده است.